# كارملا ري
كارملا ري (بالإسبانية: María del Carmen Sánchez Levi)‏ هي مغنية وممثلة مكسيكية، ولدت في 7 ديسمبر 1931 في خالابا في المكسيك، وتوفيت في 13 فبراير 2018 في مدينة مكسيكو في المكسيك بسبب نوبة قلبية.

## وصلات خارجية
- كارملا ري على موقع IMDb (الإنجليزية)
- كارملا ري على موقع ميوزك برينز (الإنجليزية)
- كارملا ري على موقع ديسكوغز (الإنجليزية)
- كارملا ري على موقع قاعدة بيانات الفيلم (الإنجليزية)